# Долина Арес
Долина Арес (лат. Ares Vallis; Ares  означає «Марс» грецькою мовою) — проточний канал на Марсі, назва якого є грецьким відповідником назви Марс: Арес, бог війни; видається, що цей канал був вирізьблений у поверхні планети потоками якоїсь рідини, ймовірно води. Долина «протікає» на північний захід із гористого регіону Margaritifer Terra, де депресія Iani Chaos довжиною 180 км та шириною 200 км, з'єднується із початком Ares Vallis через перехідну зону, центр якої розташований на 342,5° східної довготи (17.5 західної) та 3° північної широти. Далі долина продовжується, перетинаючи древні височини Xanthe Terra, та закінчується у дельтоподібному регіоні рівнини Chryse Planitia. Ares Vallis була місцем посадки космічного апарата NASA — Mars Pathfinder, який займався дослідженням регіону поблизу межі із Chryse у 1997 році.
Було висловлено припущення, що Uzboi, Ladon, Margaritifer та Ares Vallis, хоча їх і розмежовують зараз гігантські кратери, колись становили єдиний проточний канал, який пролягав на північ у напрямку рівнини Chryse. Джерелом цього потоку, ймовірно, був кратер Argyre, який колись наповнювався водою як озеро — із каналів (Surius, Dzigai та Palacopus Valles), які спускалися до нього із південного полюса, разом з тим втрачаючи повноводність. Якщо таке припущення вірне, то довжина всієї цієї дренажної системи мала б становити понад 8000 км — найдовший дренажний шлях у сонячній системі. За цим припущенням, збережена форма проточного каналу Ares Vallis мала б відтворювати структуру, яка існувала набагато раніше.
Дослідження, опубліковане у січні 2010 року, дозволяє припустити, що на Марсі існували озера, кожне з яких — близько 20 км шириною, а розташовувались вони вздовж екватора. І хоча попередні дослідження і продемонстрували те, що на Марсі був теплий та вологий клімат на ранніх етапах історії планети, який вже давно охолонув та висох, ці озера існували ще у Гесперійську епоху, яка є досить древнім (3 — 3.5 млн р.) періодом часу. Використовуючи деталізовані знімки із космічного апарата NASA Mars Reconnaissance Orbiter, дослідники роблять припущення, що в цей період на Марсі могла бути інтенсивніша вулканічна активність, падіння метеоритів чи зміщення орбіти планети, які сприяли нагріванню атмосфери до такого рівня, що лід, присутній у достатку під поверхнею планети — топився, в результаті чого утворювались водні потоки та водойми. Вулкани могли випускати гази, які б зробили атмосферу густішою на обмежений період, в результаті чого сонячне світло краще б вбиралося нею і нагрівало б атмосферу достатньо для того, аби могла існувати вода в рідкому стані. У ході цього нового дослідження було виявлено канали, які з'єднували басейни озер поблизу Ares Vallis. Коли одне озеро переповнювалось, вода у ньому виходила з берегів і пробивала собі канали до нижчих місцевостей, де могли утворюватись нові озера. Місця розташування цих озер можуть стати наступним місцем для пошуку ознак сучасного чи минулого життя на планеті.

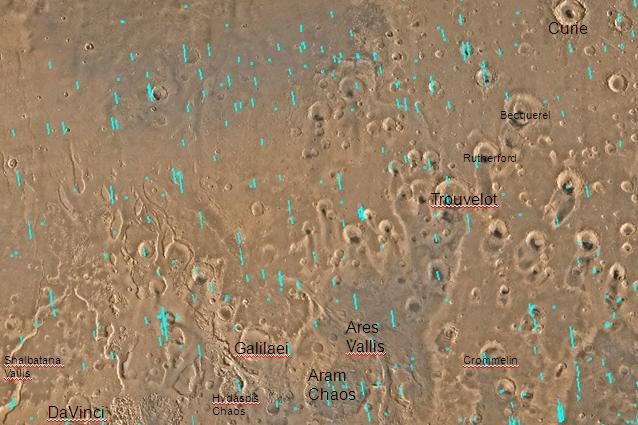
Квадрангл Oxia Palus — карта із позначеннями основних деталей. Цей квадрангл містить чимало хаосів, а також багато проточних каналів (древніх річкових долин). Арес розташований в центрі внизу.
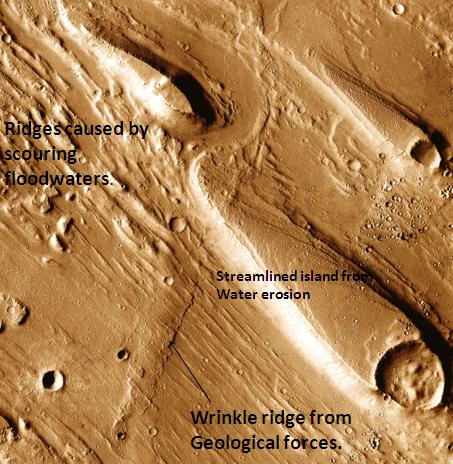
Ознаки ерозії в долині Ares Vallis, знімок із THEMIS
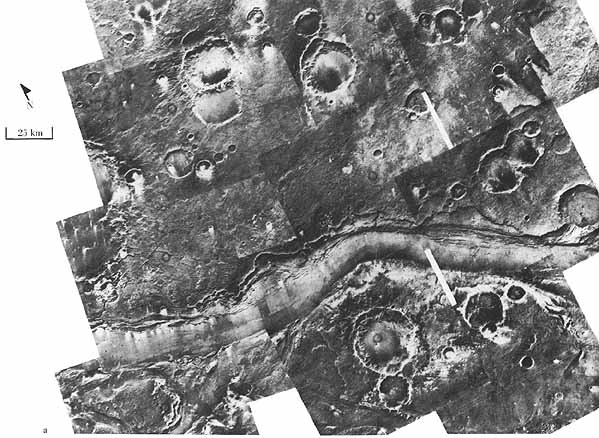
Ares Vallis, знімок із «Вікінга». Ширина каналу становить 25 км, а глибина — близько 1 км. Було б досить видовищно пройтися по цій долині.
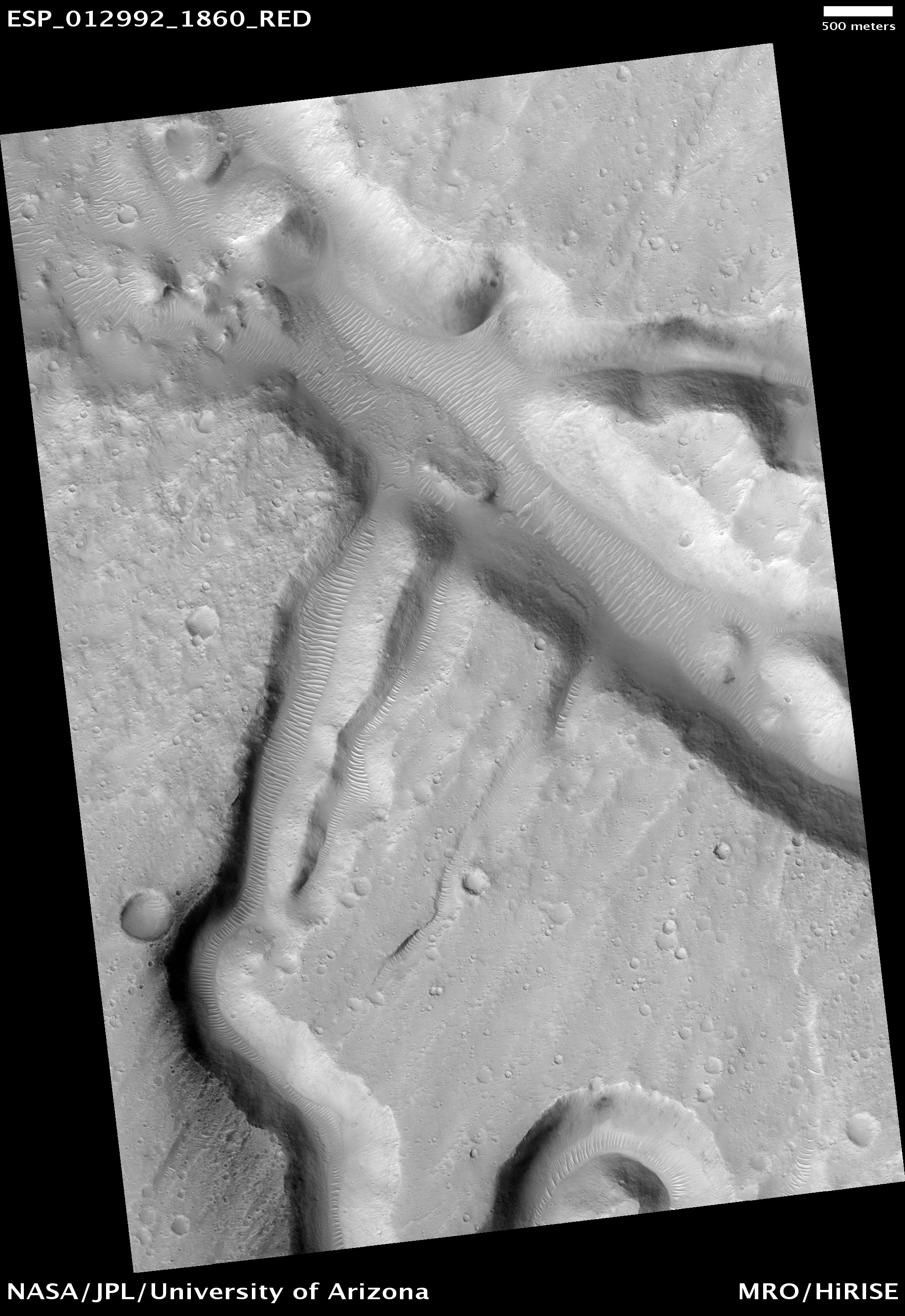
Канали в регіоні Ares Vallis, знімок із HiRISE.
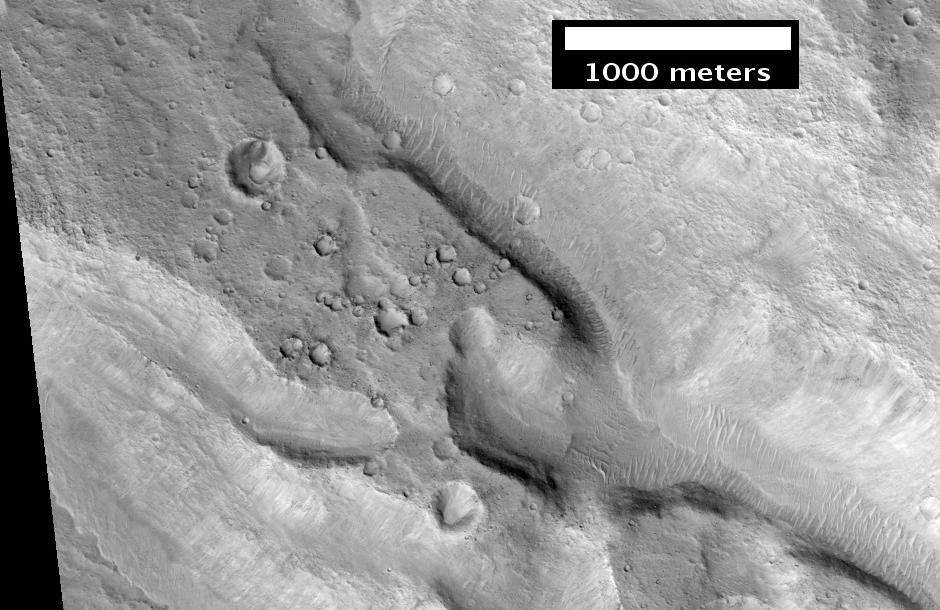
Ares Valles, знімок із HiRISE
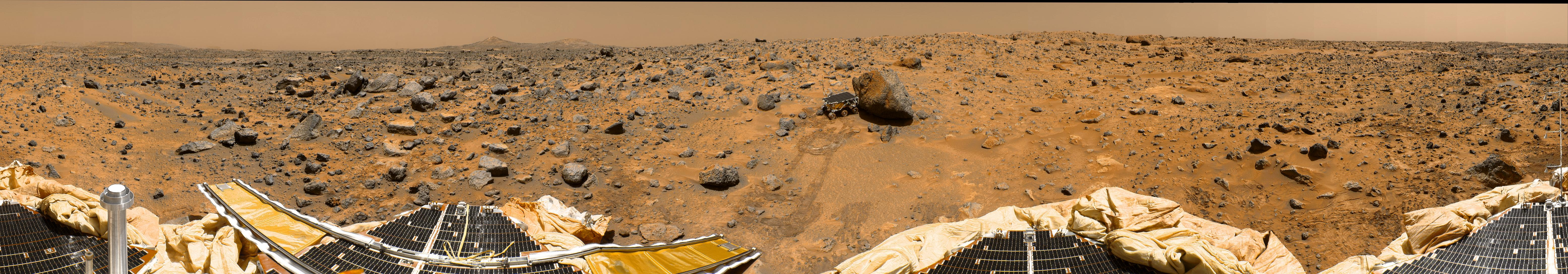
Панорамний вид на частину Ares Vallis; знімок виконаний космічним апаратом Mars Pathfinder